# Podbevškova ulica, Novo mesto
Podbevškova ulica je ena od ulic v Novem mestu. Od leta 1993 se imenuje po pesniku Antonu Podbevšku. Poteka desno od Šentjernejske ceste po Poslovno storitveni coni Cikava.